# تريبوليس (منطقة في فينيقيا)
تريبوليس (باليونانية: Τρίπολις)‏ (بالإنجليزية: Tripolis)‏؛ وتعني «المدن الثلاث». كانت منطقة بحرية في فينيقيا القديمة، مركز اتحاد المدن الفينيقي الثلاث صور صيدا وأرادوس جزيرة أرواد السورية. وبنيت مدينة طرابلس اللبنانية في موقعها.